# Salinivenus iranica
Salinivenus iranica es una especie de bacteria gramnegativa del género Salinivenus. Fue descrita en el año 2012, aunque inicialmente se nombró como Salinibacter iranicus. Es la especie tipo. Su etimología hace referencia a Irán. Es inmóvil, con células muy alargadas, de 0,5 μm de ancho hasta 16-60 μm de largo. Las colonias en agar MGM son rojas, circulares, convexas y con márgenes enteros. Temperatura de crecimiento entre 25-50 °C, óptima de 37 °C. Halófila extrema, pudiendo crecer en concentraciones de 2-5 M de NaCl. Catalasa y oxidasa positivas. Sensible a amoxicilina, bacitracina, cefalotina y nitrofurantoina. Resistente a amikacina, ampicilina, anisomicina, carbenicilina, cefazolina, cefoxitina, cloranfenicol, eritromicina, gentamicina, kanamicina, ácido nalidíxico, neomicina, penicilina G, rifampicina, estreptomicina, tetraciclina y tobramicina. Tiene un contenido de G+C  de 64,8%. Se ha aislado del lago salado Aran-Bidgol, en Irán. 